# Solrinnes
Solrinnes è un comune francese di 125 abitanti situato nel dipartimento del Nord nella regione dell'Alta Francia.
Il suo territorio comunale è bagnato dalle acque della Solre.

## Società

### Evoluzione demografica
Abitanti censiti

## Immagini di Solrinnes

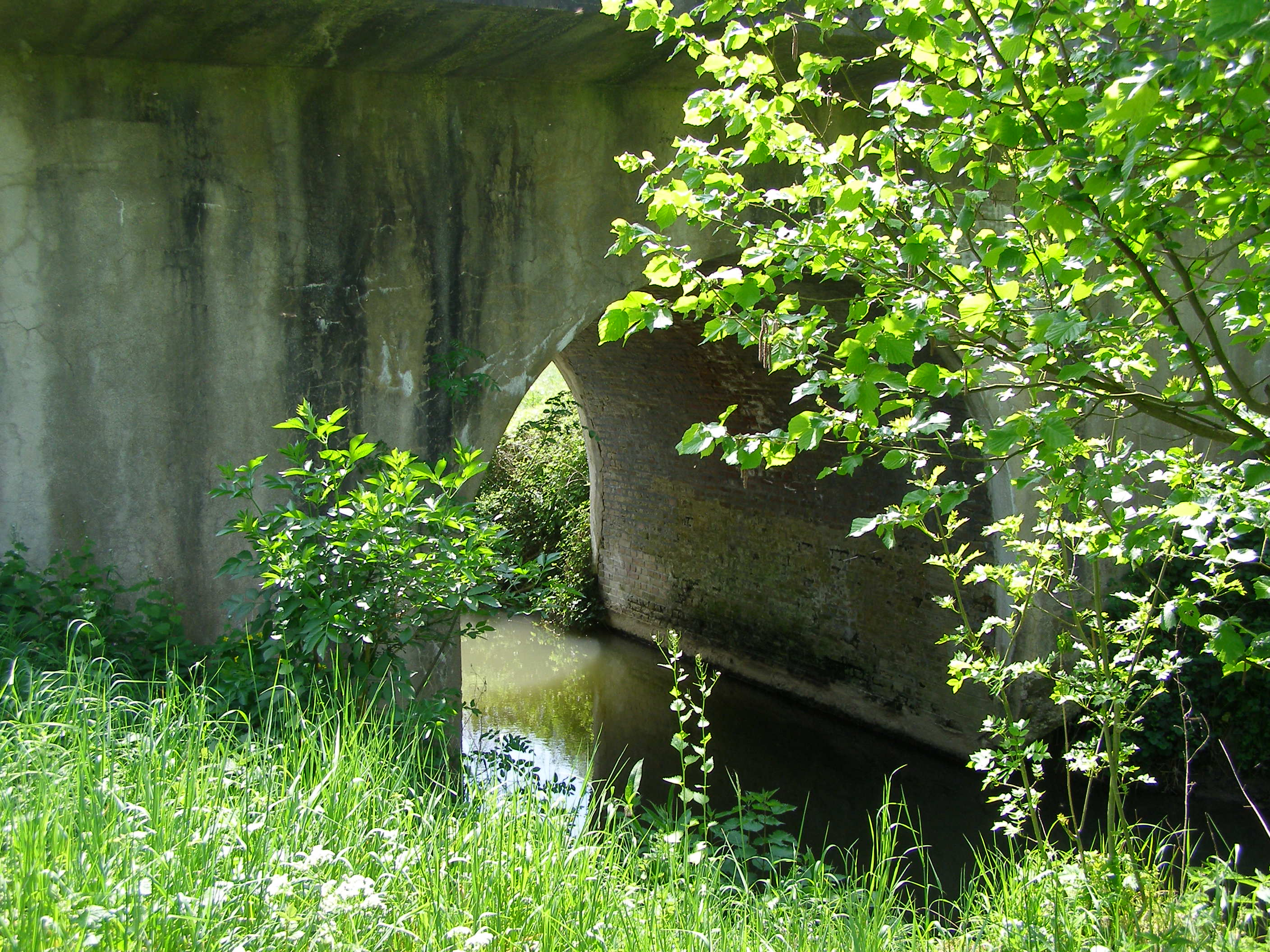
La Solre a Solrinnes
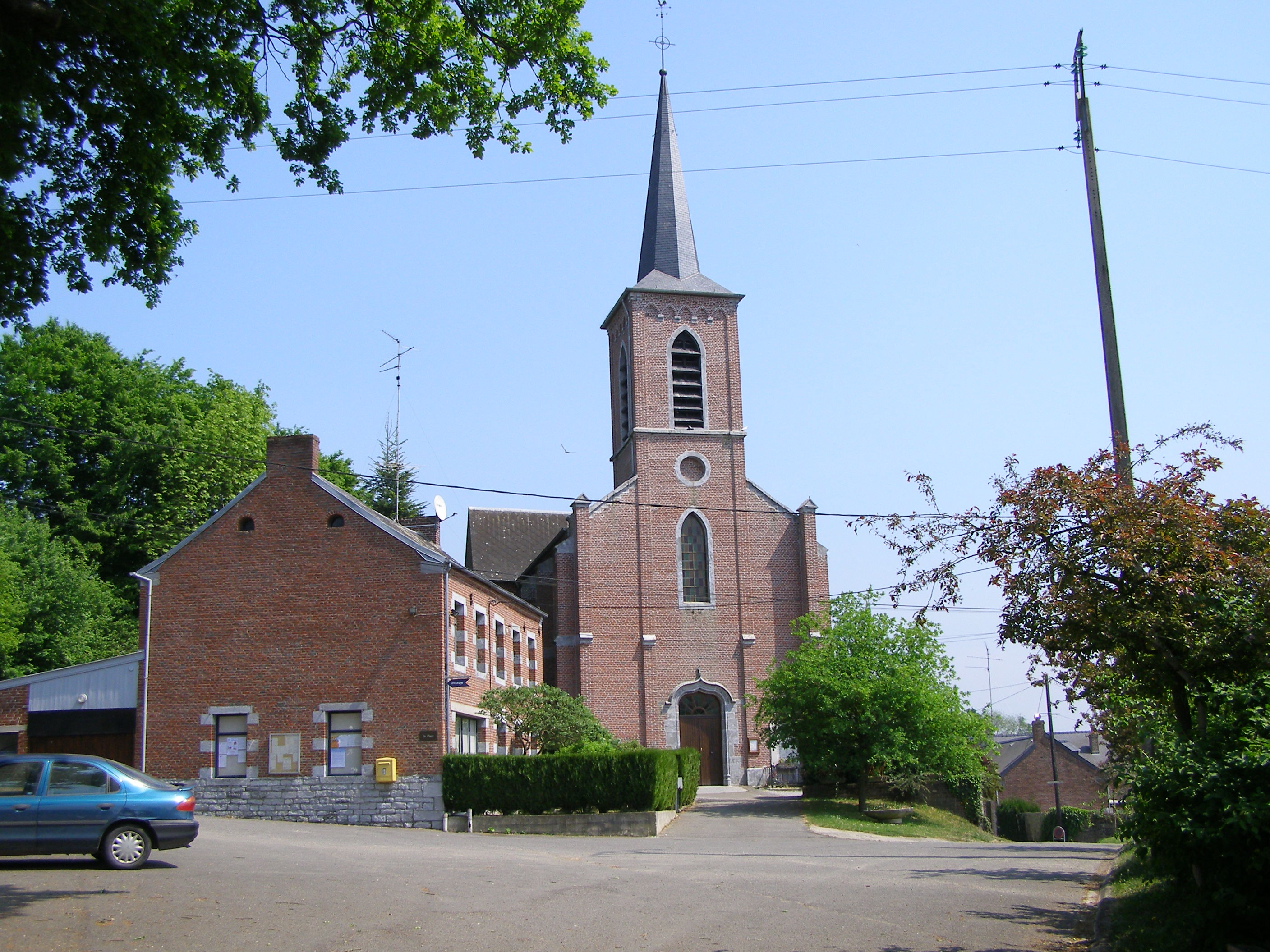
Municipio e chiesa di San Martino a Solrinnes
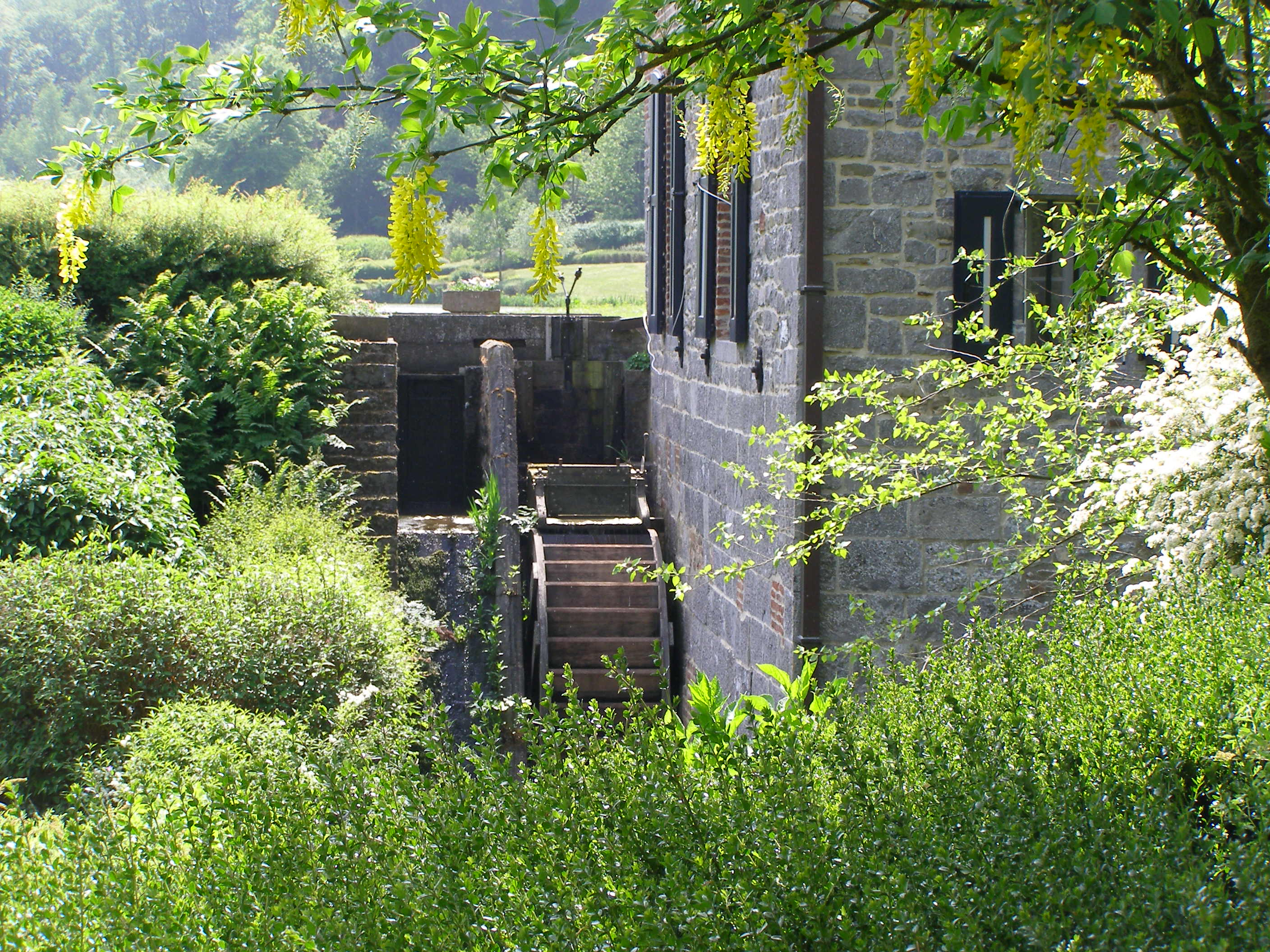
L'antico mulino di Reumont a Solrinnes